# Marpe (Wuppertal)

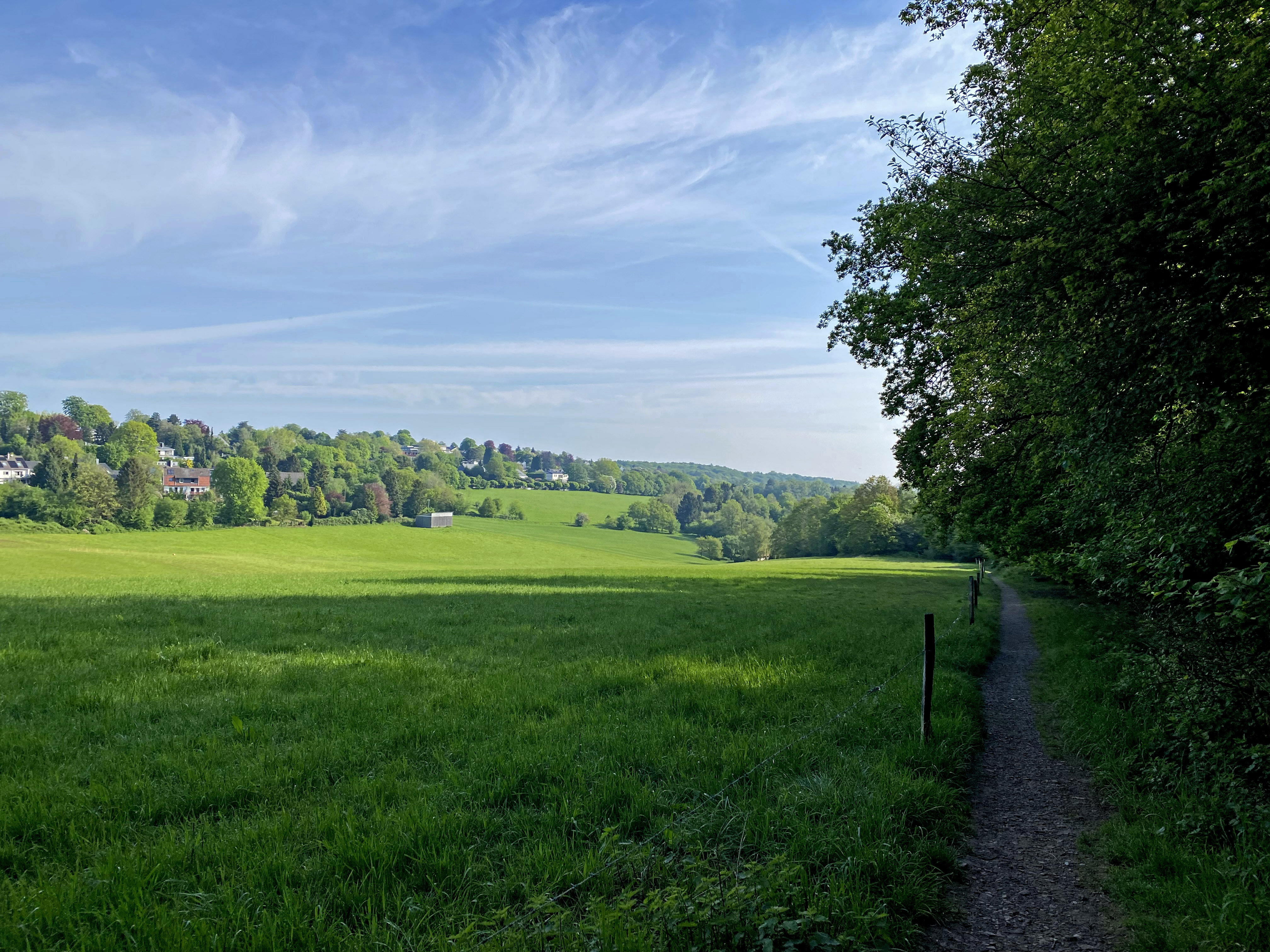
Marper Wiesen – im Hintergrund in der Quellmulde des Murmelbaches liegt Marpe

Marpe ist ein Ortsteil in der bergischen Großstadt Wuppertal. Der Ortsteil ist aus einem der 36 Ursprungshöfe Barmens hervorgegangen.

## Lage und Beschreibung
Die Ortslage befindet sich umgeben von Wiesen im Süden des Wohnquartiers Lichtenplatz im Stadtbezirk Barmen auf einer Höhe von 284 m ü. NHN in der Quellmulde des Murmelbachs, eines Zuflusses der Wupper. Der ab der Quelle fast vollständig im Naturschutzgebiet Murmelbachtal verlaufene Bach trägt nach der Ortslage in älterer Literatur auch oft den Namen Marper Bach.
Nördlich der Ortslage befindet sich die geschlossene Wohnbebauung des Wohnquartiers Lichtenplatz, insbesondere die gehobene Bebauung des Villenviertels am Toelleturm und an der Adolf-Vorwerk-Straße. Südlich beginnt das umfangreiche Gelände des ehemaligen Standortübungsplatzes Scharpenacken, westlich steigt das Gelände sanft bis auf die Höhe des Lichtscheids an.
Zu dem Ort führen von der Adolf-Vorwerk-Straße die Straßen Marpe und Marper Weg. Ebenfalls nördlich von Marpe liegt an der Straße Marper Schulweg der zweite Nachfolgebau der 1789 gegründeten Marper Schule, die aber bereits zuvor als Heckschule bestand.

## Marpe für Alle
Seit einigen Jahren kämpft die Bürgerinitiative „Marpe für Alle“ für den Erhalt des Landschaftsschutzgebietes der Marper Wiesen östlich Lichtenplatz zwischen der Adolf-Vorwerk-Straße und der Ortschaft Marpe, die aus landesplanerischer Sicht bebaut werden soll.

## Etymologie und Geschichte

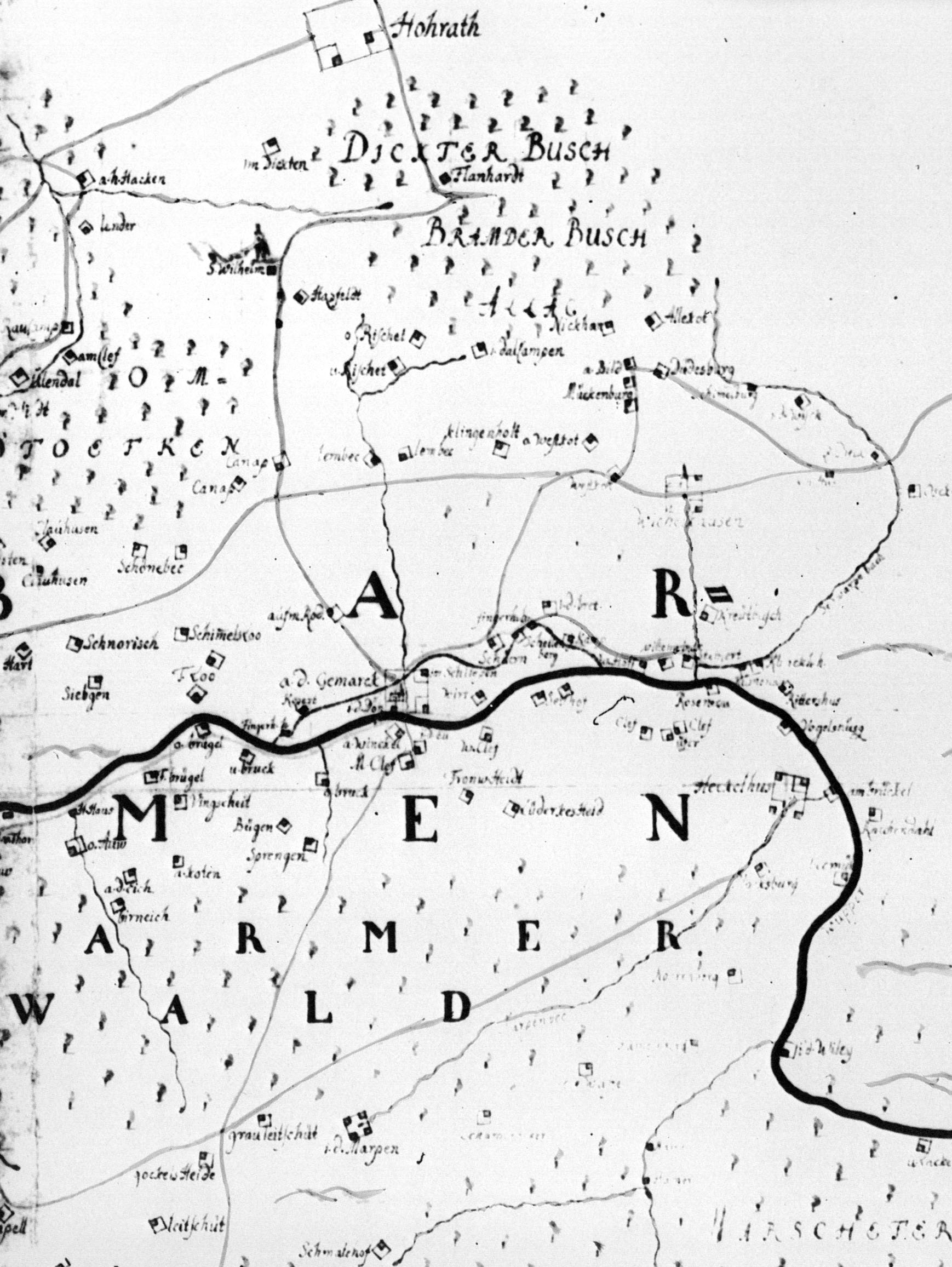
Karte der Hofschaften im Gebiet des heutigen Barmen von Erich Philipp Ploennies (1715)

Der Name Marpe wird als Sumpfwiese gedeutet. „Mar“ ist vermutlich eine ältere Form von Moor. Nach Meinung einiger Etymologen kann man die Endungen -apa, -epe, -pe und -fe auf das urgermanische Wort „Apa“ zurückführen, das für „Bach“ oder „Gewässer“ steht. Der Name Marpe ist damit im Zusammenhang mit dem sumpfigen Quellgebiet des Murmelbachs zu deuten.
Das genaue Alter des namengebenden Hofes Marpe ist nicht bekannt, die früheste mit Datum gesicherte Erwähnung stammt aus der Beyenburger Amtsrechnung (Abrechnung des Rentmeisters an die Bergisch-herzogliche Kameralverwaltung) des Jahres 1466. Es ist aber anzunehmen, dass der Hof erheblich älter ist.
Aufgrund der ungenügenden Quellenlage ist es unbelegt aber möglich, dass Marpe zu den bereits im Jahr 1244 genannten „Gütern in Barmen“ („Bona de Barme“) im kurkölnischen Gebiet gehörte, die von dem Grafen Ludwig von Ravensberg als Allod in den Besitz der Grafen von Berg unter Graf Heinrich IV. übergingen. Territorial lag das Gebiet um Marpe als Teil von Unterbarmen ab dem späten 14. Jahrhundert im bergischen Amt Beyenburg. Dort war es Teil der Bauerschaft Barmen.
Kirchlich gehörte es bis zur Einrichtung einer eigenen Barmer Pfarrei dem Kirchspiel Elberfeld an, unmittelbar südlich lag die Grenze zum Kirchspiel Lüttringhausen (später Ronsdorf). Der Hof ist in einer Liste der Einkünfte der Elberfelder Pfarrei zwischen 1550 und 1578 als ein Kotten In der Morpen bzw. In der Marpen verzeichnet. Nach Einrichtung der Barmen Rotten im Jahr 1634 gehörte der Hof Marpe zur Höchster Rotte, die in den 1830er Jahren in Sektionen der Außenbürgerschaft der Bürgermeisterei Barmen überführt wurden.
1815/16 werden 59 Einwohner gezählt. Der laut der Statistik und Topographie des Regierungsbezirks Düsseldorf 1832 als Einzelne Häuser kategorisierte Ort wurde als Marpe bezeichnet und besaß zu dieser Zeit neun Wohnhäuser und sechs landwirtschaftliche Gebäude. Zu dieser Zeit lebten 73 Einwohner im Ort, alle evangelischen Glaubens.
Ein kleiner Teil von Marpe jenseits der Grenze zu Ronsdorf gehörte dabei zur Scharpenacker Rotte des ländlichen Außenbezirks der Stadt Ronsdorf. Der laut der Statistik und Topographie des Regierungsbezirks Düsseldorf als Kotten kategorisierte Teilort besaß zu dieser Zeit ein Wohnhaus und ein landwirtschaftliches Gebäude. Zu dieser Zeit lebten sieben Einwohner im Ort, alle evangelischen Glaubens.

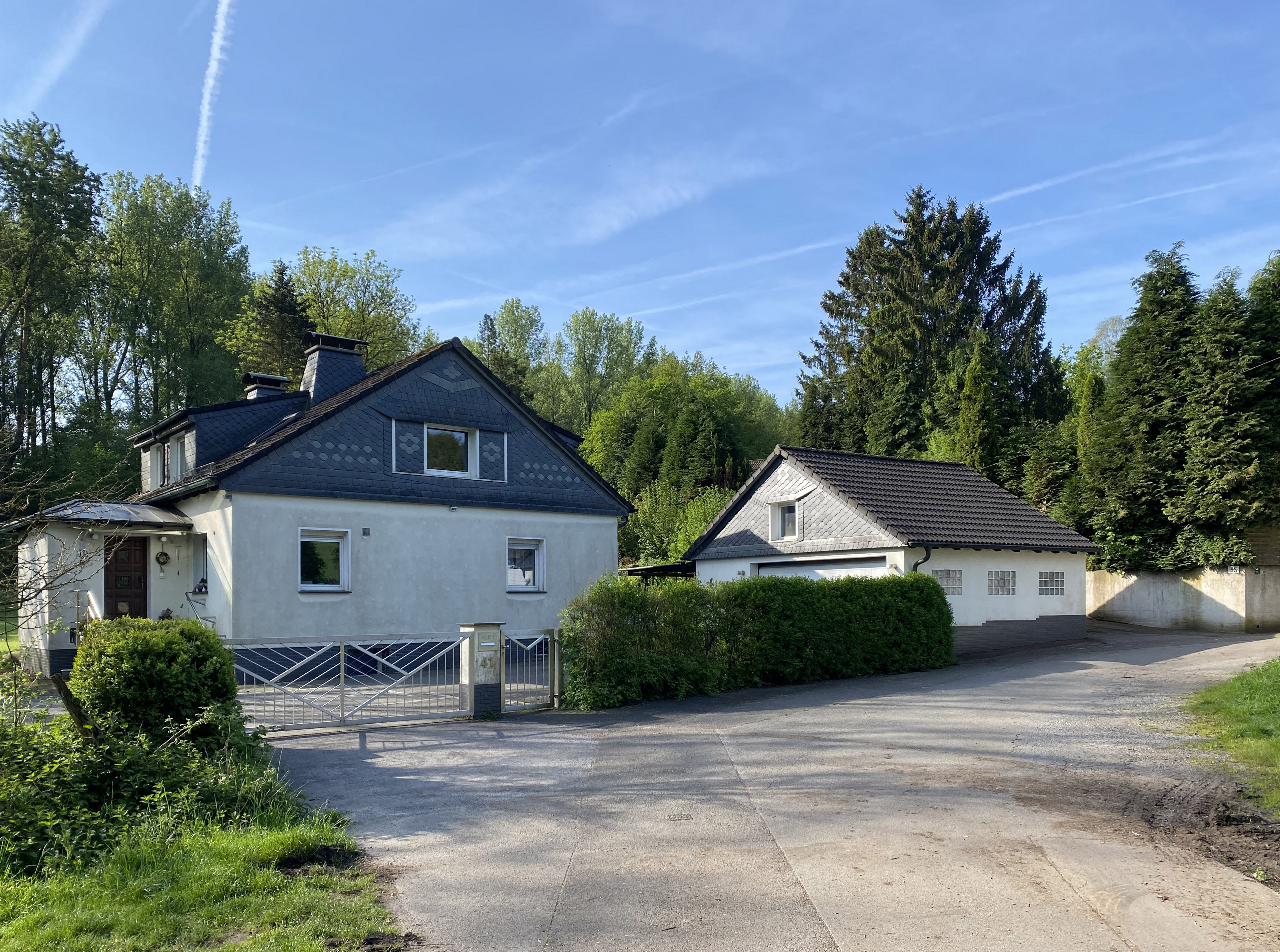
Häuser in Marpe
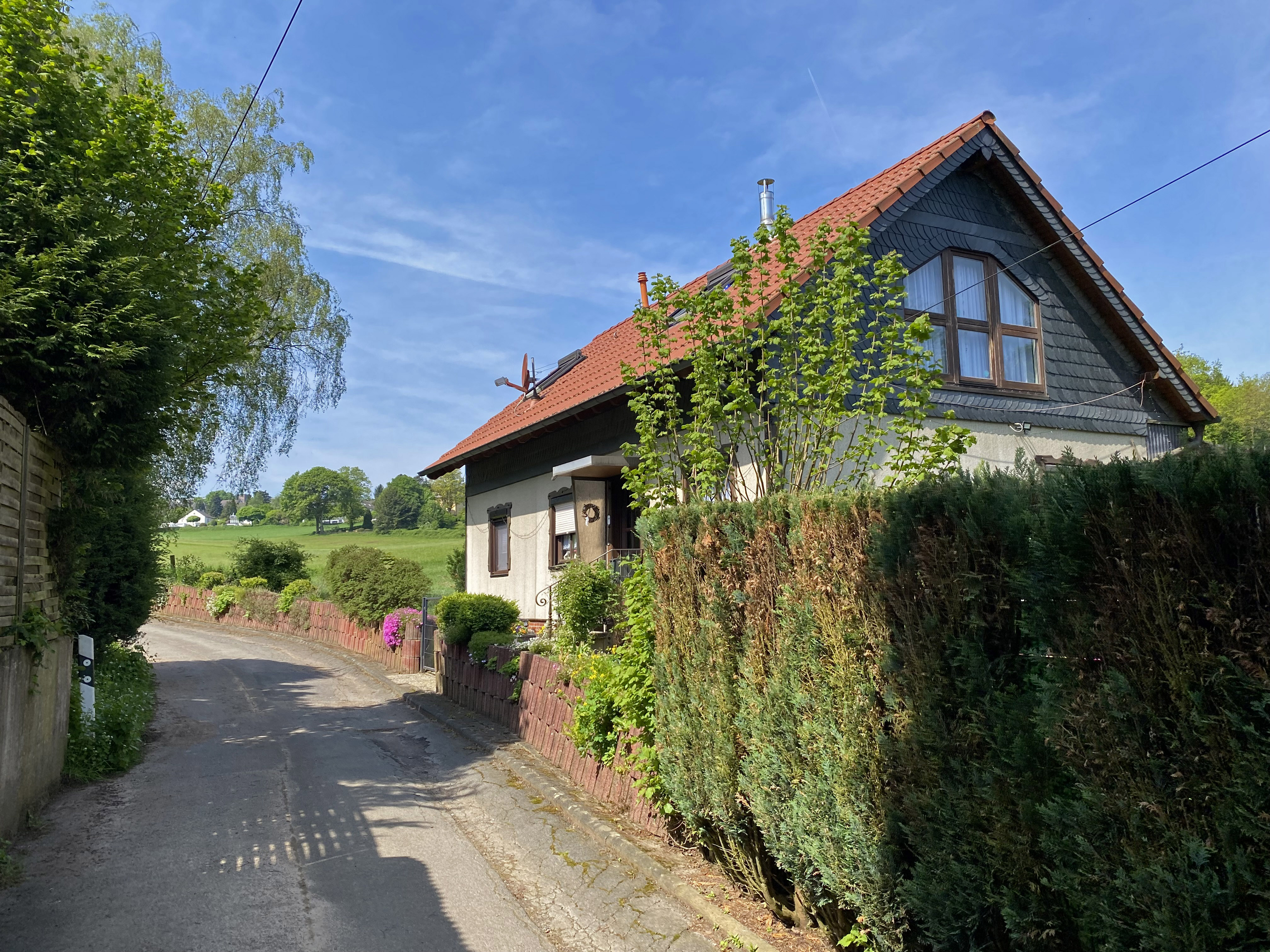
Haus am Wanderweg nach Lichtenplatz
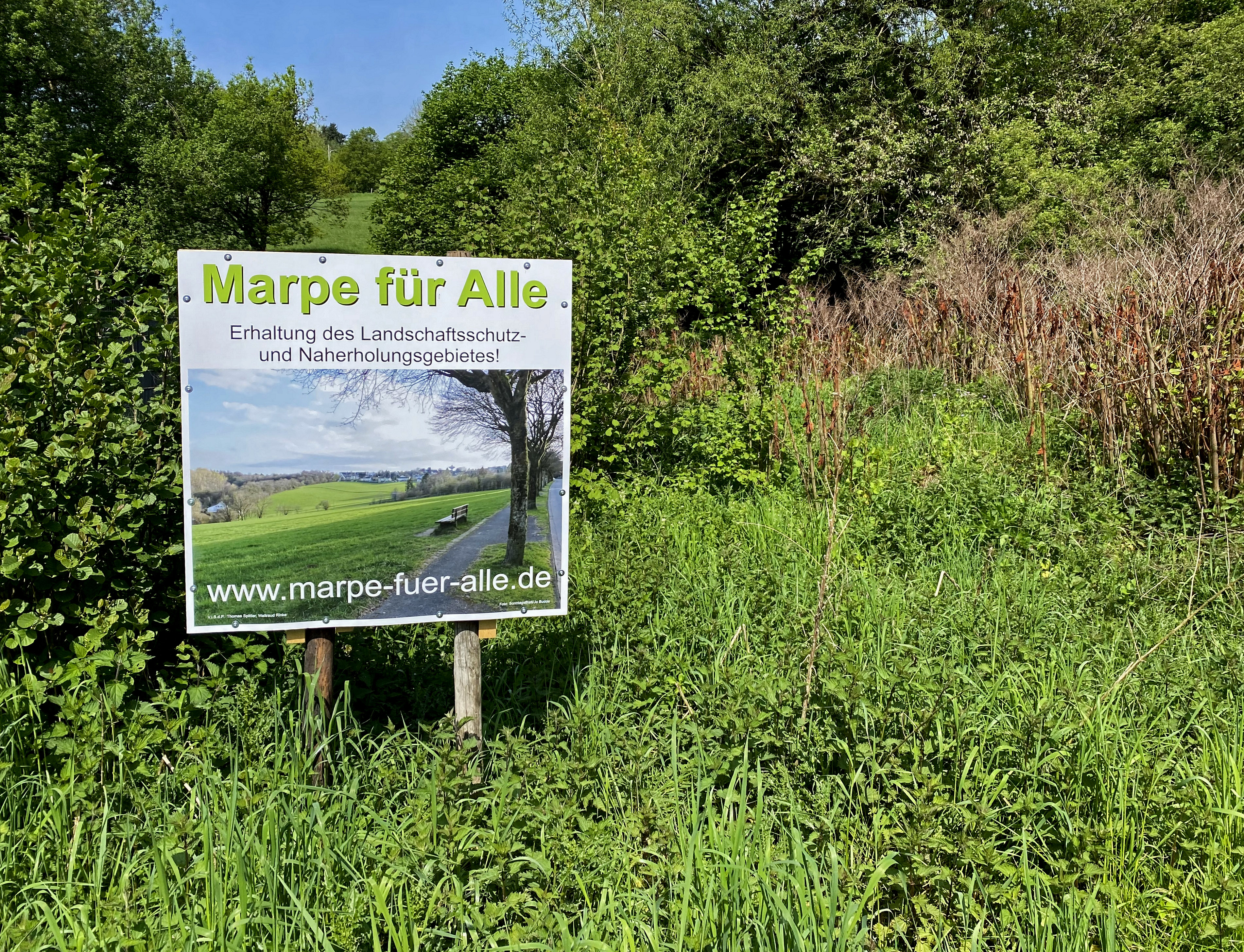
Bürgerinitiative kämpft für den Erhalt  des Landschaftsschutzgebietes Marper Wiesen
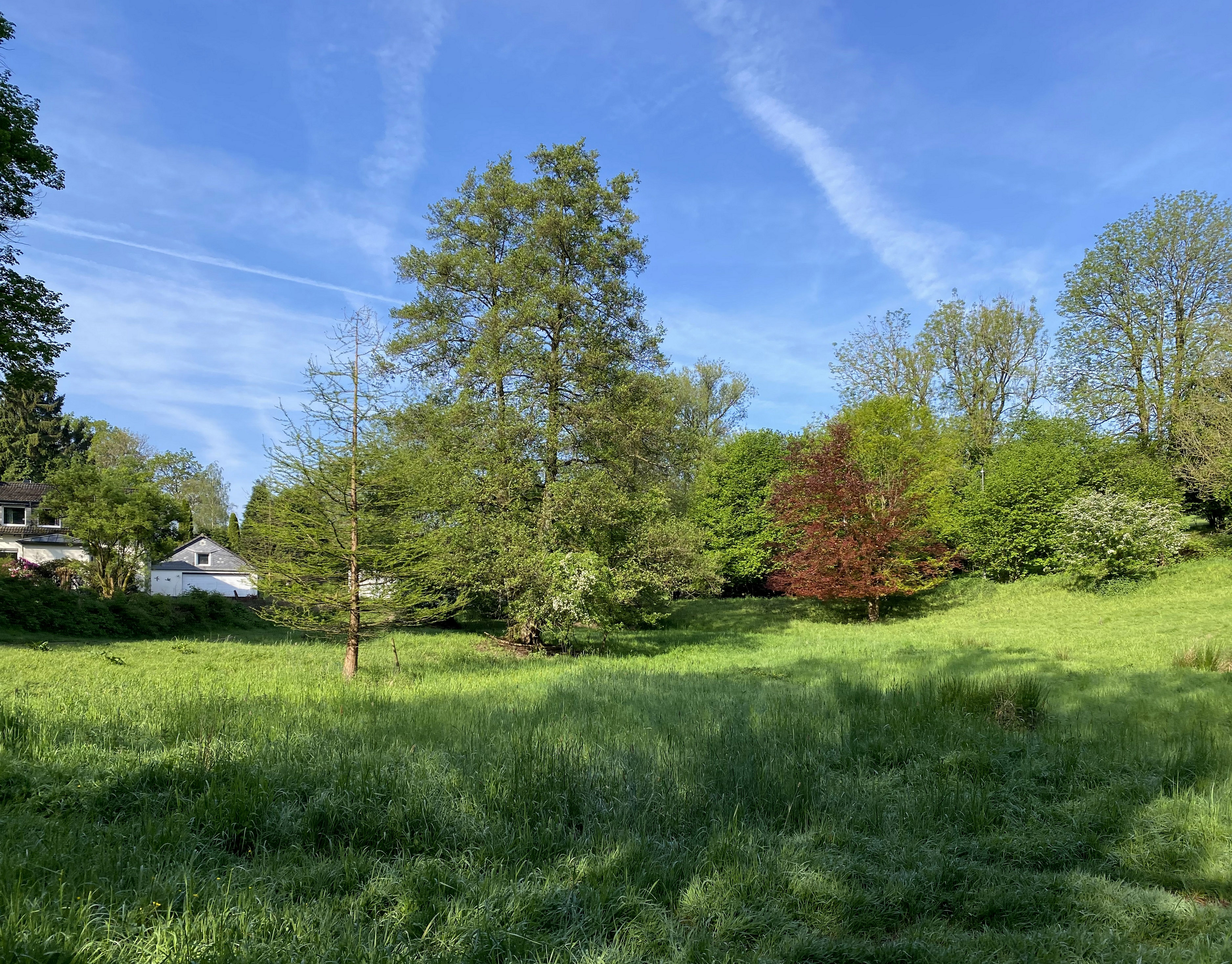
Quellemulde des Murmelbaches in Marpe
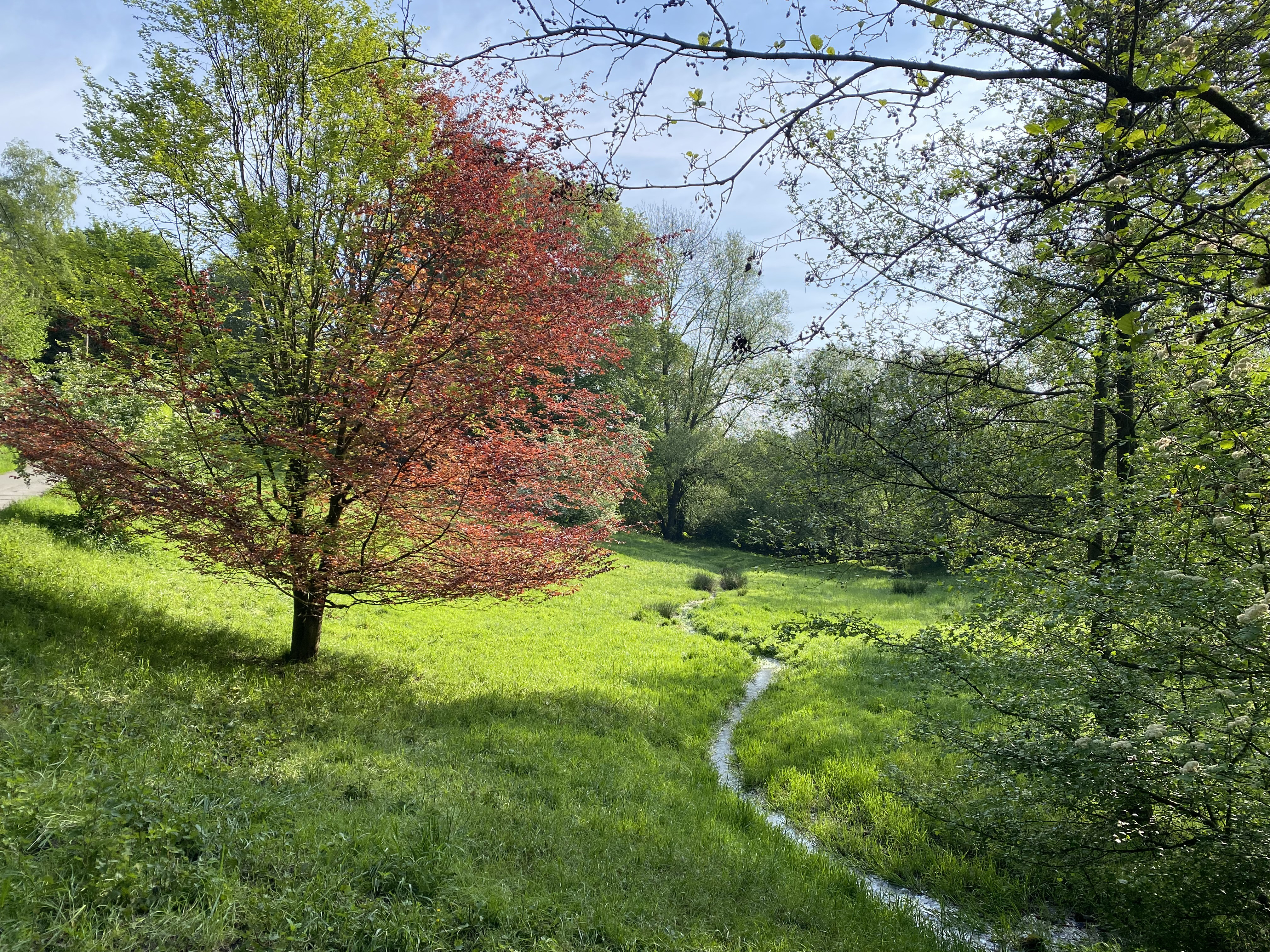
NSG Murmelbachtal in Marpe
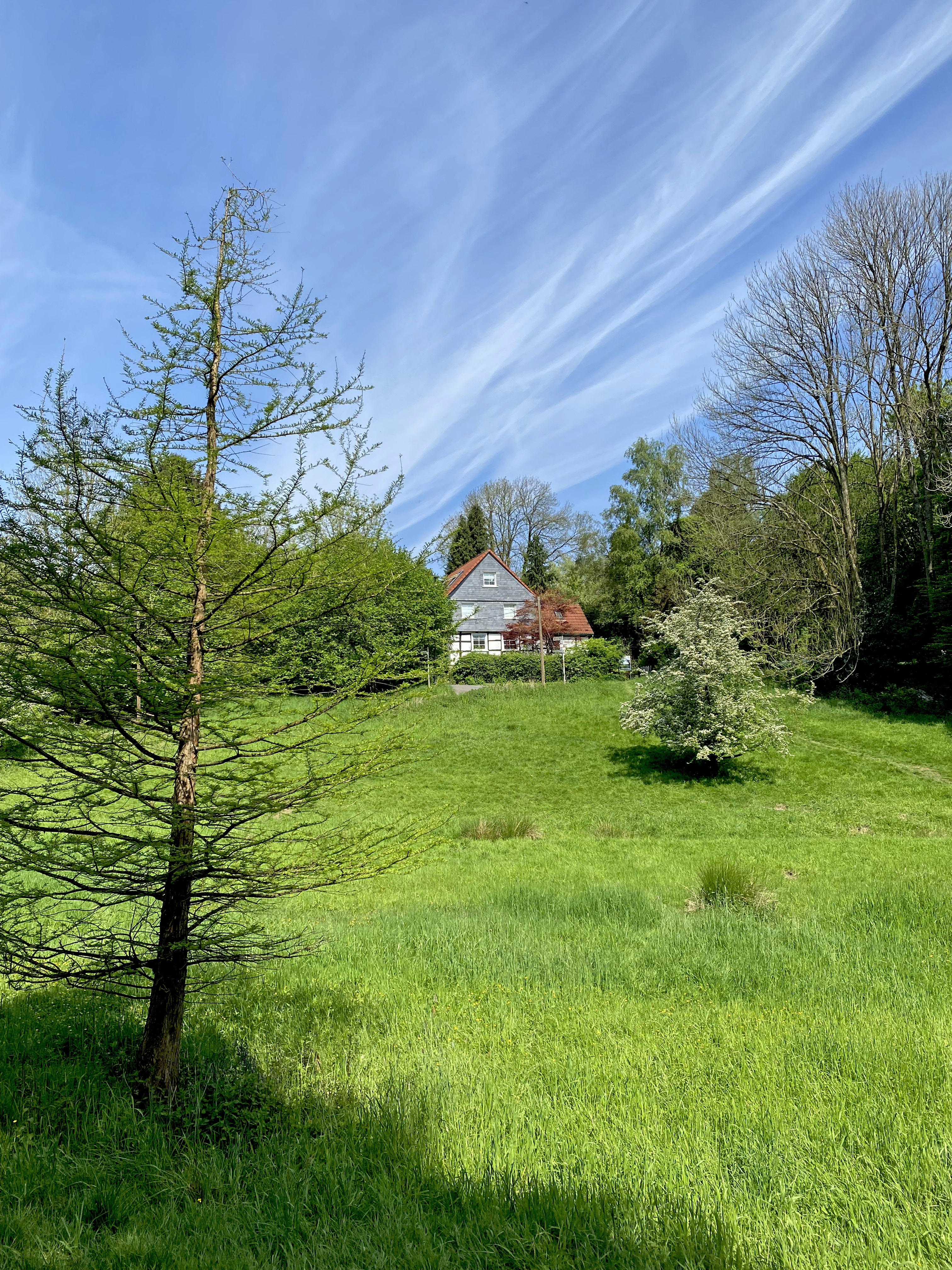
NSG Murmelbachtal in Marpe